# استفان پیگنول
استفان پیگنول (انگلیسی: Stéphane Pignol؛ زادهٔ ۳ ژانویهٔ ۱۹۷۷) بازیکن فوتبال اهل فرانسه است.
از باشگاه‌هایی که در آن بازی کرده‌است می‌توان به باشگاه فوتبال رئال مورسیا، باشگاه فوتبال رئال ساراگوسا، باشگاه فوتبال نومانسیا، باشگاه فوتبال آلمریا، باشگاه فوتبال لاس پالماس، و باشگاه فوتبال کامپوستلا اشاره کرد.